# Manny Harris
Corperryale L'Adorable „Manny” Harris (ur. 21 września 1989 w Detroit) – amerykański koszykarz, występujący na pozycjach rozgrywającego oraz rzucającego obrońcy, obecnie zawodnik Al Ahli Manama.
W 2007 roku został uznany najlepszym zawodnikiem szkół średnich stanu Michigan (Michigan Gatorade Player of the Year, Michigan Mr. Basketball).
29 lipca 2017 został zawodnikiem chińskiego Anhui Wenyi. 12 sierpnia podpisał umowę z greckim AEK Ateny.
9 października 2018 dołączył do litewskiego Lietuvosu Rytas Wilno. 14 grudnia podpisał umowę z tureckim Bahçeşehir Koleji.
17 października 2019 zawarł kontrakt z filipińskim NLEX Road Warriors.
3 października 2020 został zawodnikiem chińskiego Shandong Golden Stars. 7 czerwca 2021 podpisał umowę z Al Ahli Manama.

## Osiągnięcia
Stan na 5 października 2020, na podstawie, o ile nie zaznaczono inaczej.
NCAA
- Uczestnik turnieju NCAA (2009)
- MVP turnieju Coaches vs. Classic Ann Arbor Regional (2009)
- Zaliczony do:
  - I składu:
    - Big Ten (2009)
    - pierwszoroczniaków Big Ten (2008)
    - turnieju:
      - Coaches vs. Classic (2009)
      - Great Alaska Shootout (2008)
      - Orlando Classic (2010)

  - II składu Big Ten (2008)
  - III składu Big Ten (2010)
- Lider Big Ten w:
  - skuteczności rzutów wolnych (2009 – 86,3%)
  - liczbie:
    - strat (2008 – 115)
    - celnych rzutów wolnych (2009 – 176)

Drużynowe
- Mistrz:
  - Ligi Mistrzów (2018)
  - chińskiej ligi NBL (2016)
- Zdobywca pucharu Grecji (2018)[10]

Indywidualne
- MVP:
  - Ligi Mistrzów (2018)
  - pucharu Grecji (2018)[10]
- Zaliczony do I składu Ligi Mistrzów (2018)
- Uczestnik meczu gwiazd:
  - NBA D-League (2014)
  - ligi greckiej (2018)
- Zaliczony do składu NBA D-League Showcase Honorable Mention Team (2014)
- Zawodnik tygodnia D-League (30.01.2012, 20.02.2012, 6.01.2014, 13.01.2014, 22.12.2014, 2.01.2017)